# Орегонський договір
Орегонський договір (англ. Oregon Treaty) — договір, укладений 15 червня 1846 року між Сполученими Штатами Америки і Сполученим королівством Великої Британії та Ірландії, і встановив межу між американськими та англійськими володіннями на Орегонському краю.

## Передумови
Згідно договору 1818 року, межа між США і Британською Північною Америкою була проведена уздовж 49-ї паралелі від штату Міннесота до Скелястих гір. Територія Орегон, розташована на захід від Скелястих гір, визнавалася вільною для спільного використання англійцями і американцями.
Американці неодноразово намагалися домогтися повного контролю над Орегоном. Під час президентських виборів 1844 демократи включили в свою програму заяву про те, що претензії США на всю територію Орегон «ясні та незаперечні». За підсумками виборів президентом став кандидат від демократичної партії, Джеймс Полк. Вступивши в свої повноваження, Полк запропонував Великій Британії провести межу між англійськими та американськими володіннями в Орегоні уздовж 49-ї паралелі. Проте англійці наполягали на більш південному кордоні, що проходить по річці Колумбія. Це призвело до зростання напруги між країнами. В конгресі утворилася група експансіоністів, що виступали за приєднання всього Орегону аж до 54° 40′ пн.ш., тобто до південного кордону російської Аляски. В країні стало набирати популярність гасло «П'ятдесят чотири сорок чи війна» («Fifty-Four Forty or Fight»), авторство якого приписується сенатору Вільяму Аллену. Влітку 1845 року Велика Британія і США направили до узбережжя військові кораблі.
Однак в 1846 році почалася американо-мексиканська війна. США не могли дозволити собі вести війну на два фронти, тому вони знову стали шукати компроміс в питанні про Орегон. Цього разу було знайдено рішення, що влаштувало обидві сторони, і в червні 1846 року договір був укладений.

## Договір
Договір був підписаний 15 червня 1846 року в Вашингтоні. США були представлені державним секретарем Б'юкененом, а Велика Британія — посланником Пекінгемом. Договір включав в себе наступні положення:
- кордон між англійськими та американськими володіннями проведено по 49-й паралелі, при цьому острів Ванкувер цілком залишився за Великою Британією;
- судноплавство по каналах і протоках південніше 49° пн.ш. залишилося відкритим для обох сторін;
- власність компанії Гудзонової затоки, розташована на американській території, залишається недоторканною.

## Наслідки
Через неточності в тексті договору ділянку кордону, що проходить через острови Сан-Хуан, було визначено неоднозначно. Ця неоднозначність привела в 1859 році до територіального конфлікту, також відомому як Свиняча війна.
Континентальний кордон між США і Канадою, встановлений Орегонським договором, згодом не змінювався. Сьогодні на території Орегону розташовані канадська провінція Британська Колумбія, американські штати Вашингтон, Орегон, Айдахо, частково — штати Вайомінг і Монтана.